# 夏厄沃西縣
夏厄沃西县（英語：Shiawassee County）是美國密西根州上半島中南部的一個縣。面積1,400平方公里。根據美國2000年人口普查，共有人口71,687人。縣治科倫納 （Corunna）。
成立於1832年9月10日，縣政府成立於1837年3月13日。縣名來自夏厄沃西河，原來是一個意義不明的印第安詞語，可能是「彎曲」或「筆直」的意思。。